# San Damiano d’Asti
San Damiano d’Asti – miejscowość i gmina we Włoszech, w regionie Piemont, w prowincji Asti.
Według danych na styczeń 2009 gminę zamieszkiwało 8445 osób przy gęstości zaludnienia 175,9 os./1 km².

## Współpraca
Miejscowość partnerska:
- Kriens, Szwajcaria